# Enrique Vilaplana Juliá
Enrique Vilaplana Juliá (Alcoy 1842-Alcoy 1916) fue un ingeniero valenciano, a su vez primer presidente del Monte de Piedad y Caja de Ahorros de Alcoy.

## Biografía
Estudió ingeniería industrial en el Real Instituto Industrial de Madrid en 1864. Fue el primer presidente del Monte de Piedad y Caja de Ahorros de Alcoy. Fue director a su vez de la Escuela de Artes y Oficios de Alcoy.
Como ingeniero una de sus obras más destacadas fue el plan de ensanche y rectificación de la ciudad de Alcoy en 1875 junto con el profesor Teodoro Balaciart Tormo, que fue aprobado en 1878. Este plan urbanístico colocó a Alcoy a la vanguardia del urbanísmo en España al contemplar un ensanche urbanístico planificado y ordenado como acababan de aprobar ciudades como Valencia o Barcelona, plan que supuso el definitivo desarrollo urbanístico durante la etapa industrial de Alcoy. 
Otra obra importante en la que participó fue el viaducto de Canalejas de Alcoy, junto con el ingeniero Próspero Lafarga. En su momento, fue destacada como una de las obras de ingeniería más notables de España.
Proyectó e ideó la construcción del cementerio de San Antonio Abad en Alcoy, obra que fue destacada por su concepción moderna para la época, al estilo de las que empezaban a proyectarse en las principales ciudades de Europa. 
Fue el promotor y propietario de la edificación de estilo modernista conocida cómo Casa Vilaplana, para su residencia particular. En las proximidades se levantó con posterioridad, realizada también por Vicente Pascual Pastor, la sede de la entidad bancaria de la cual él era presidente.
Ejerció también destacados trabajos de investigación del patrimonio arqueológico de Alcoy y su comarca, como por ejemplo el descubrimiento del poblado íbero del Puig o el descubrimiento en 1884 de la cueva prehistórica de les Llometes, hecho que ha motivado varias donaciones por parte de su familia al Museo Arqueológico Camil Visedo de Alcoy.

## Obras
Algunas de sus obras más destacadas, por orden cronológico, son:
- Proyecto de ensanche de la ciudad de Alcoy, junto con el profesor Teodoro Balaciart Tormo. (1875)
- Cementerio de San Antonio Abad, en Alcoy. (1885)
- Galerías subterráneas del cementerio de San Antonio Abad de Alcoy. (1885)
- Viaducto de Canalejas, en Alcoy, junto con el ingeniero Próspero Lafarga. (1901-1907)
- Casa Vilaplana (promotor). Obra del arquitecto alcoyano Vicente Pascual Pastor. (1906)
- Proyecto urbanístico del "Parterre", en Alcoy.[1]